# Akademicki Klub Turystyczny Maluch
Akademicki Klub Turystyczny Maluch – działający w warszawskim środowisku akademickim klub, propagujący różnorodną w swojej formie turystykę. Organizuje własne imprezy oraz bierze udział w szeregu cyklicznych wydarzeń turystycznych i pokrewnych. Posiada osobowość prawną i własny statut.

## Historia
Klub został założony w 1964 roku na ówczesnym Wydziale Łączności Politechniki Warszawskiej. W trakcie swojej wieloletniej działalności, AKT Maluch był także Kołem nr 13 Oddziału Międzyuczelnianego PTTK w Warszawie. Aktualnie jest jednostką samodzielną (od 1990 roku posiada status prawny stowarzyszenia). Klub najściślej związany jest z Politechniką Warszawską i działa przy Wydziale Elektroniki i Technik Informacyjnych Politechniki Warszawskiej.
Pod koniec lat 70. XX wieku Klub był organizatorem szeregu studenckich obozów oraz wypraw zagranicznych (m.in. Grecja, Egipt, Malezja) – prowadził wtedy największą liczbę takich wypraw ze wszystkich klubów w Polsce.

## Imprezy cykliczne
Oprócz wielu weekendowych rajdów oraz wakacyjnych wyjazdów (m.in. rowerowych, pieszych, kajakowych) Klub samodzielnie organizuje następujące imprezy cykliczne:
- Zerówka – Jest to około dwutygodniowy obóz stacjonarno-wędrowny, odbywający się we wrześniu. Zwyczajowo część stacjonarna ma miejsce w Chatce w Ropiance. Głównymi adresatami Zerówki są studenci pierwszego roku warszawskich uczelni.
- Rajd na Bezludną Wyspę – Impreza znana z historii Klubu, reaktywowana w 2007 roku. Weekendowy rajd, na który składa się kilka tras o różnym charakterze (w 2008 roku: kajakowa, żeglarska, piesza i rowerowa). Kulminacją jest nocleg i zabawy na wybranej wyspie.
- Bal Karnawałowy Malucha – Organizowana od wielu lat zabawa karnawałowa, w której uczestniczą zaprzyjaźnione z Klubem środowiska turystyczne.

Poza powyższymi, w latach 2007–2008, Klub we współpracy z Klubem Turystycznym Elektryków "Styki" oraz Kołem PTTK nr 1 przy PW, przedstawiał bogatą ofertę wyjazdów wakacyjnych pod nazwą "Aktywne Lato".
Kilkakrotnie w roku akademickim klubowicze i sympatycy Klubu spotykają się, aby wspólnie muzykować na tak zwanych "śpiewankach". Repertuar zawiera nie tylko najnowsze utwory, popularne w kręgach turystycznych, ale także "klasyki gatunku" i niekoniecznie stricte turystyczną poezję śpiewaną. Salę udostępnia Maluchowi wydziałowy Klub Amplitron.

## Specyfika imprez
Wszystkie przedsięwzięcia turystyczne mają charakter niekomercyjny i koleżeński. Jednym z ważnych założeń, tak wyjazdów jak i imprez (np. balu karnawałowego), jest ich bezalkoholowość.

## Władze
Najwyższą władzę w klubie sprawuje walne zgromadzenie członków, zwane Złazem. Na co dzień działalnością Klubu kieruje Rada Klubu (5- lub 6-osobowa), w której skład wchodzi prezes. Radę kontroluje komisja rewizyjna.

## Odznaczenia i członkostwo
Wzór plakietki klubowej: 
- podkład (filc, jeden z dwóch kolorów) – okrągły, średnicy około 8cm
- rysunek (gumowany, biały) – dominująca sylwetka słonia z lewej strony plakietki, zwierzę zwrócone jest głową w kierunku sylwetki chłopca usytuowanej z prawej strony, chłopiec ma wyciągniętą w kierunku słonia prawą rękę; u góry skrót literowy "A.K.T.", u dołu napis "MALUCH"; całość otoczona paskiem

Postać słonia jest tłumaczona jako alegoria Wydziału Łączności. Była to w czasie tworzenia odznaczenia jednostka macierzysta dla Klubu, a zarazem jeden z największych wydziałów na ówczesnej Politechnice Warszawskiej. Porównanie pozostaje aktualne, ponieważ spadkobierca Wydziału Łączności – Wydział Elektroniki i Technik Informacyjnych Politechniki Warszawskiej – jest aktualnie największym wydziałem uczelni.
Do końca lat siedemdziesiątych zeszłego wieku na plakietce widniała sylwetka nie chłopca, tylko dziewczynki. Zmiana nastąpiła w sposób dość przypadkowy - po wyczerpaniu zapasu plakietek, autorka kolejnego projektu narysowała postać chłopca. Projekt w tej formie przekazano do wykonawcy; nowy wzór utrzymał się do dzisiaj.
Klub przyznaje dwa typy odznaczeń, wizualnie zróżnicowane przez zastosowanie odmiennych kolorów podkładu:
- niebieska plakietka – oznaczającą Członka Klubu
- brązowa plakietka – oznaczającą Honorowego Członka Klubu

Członkostwo zwykłe uzyskują osoby, które wzięły udział w co najmniej 3 wyjazdach organizowanych przez AKT Maluch, a następnie pomyślnie zdały egzamin na Członka. Członkostwo honorowe, decyzją Złazu, otrzymują osoby "na które Klub może liczyć" (cytat za treścią statutu).

## Siedziba
Klub ma swoją siedzibę na Wydziale Elektroniki i Technik Informacyjnych Politechniki Warszawskiej, ul. Nowowiejska 15/19, w pokoju 133a. 

## Chatka Malucha w Ropiance
Klub jest właścicielem chaty we wsi Ropianka w Beskidzie Niskim. Tak zwana Chatka, to drewniany dom z 1946 roku (stojący na przedwojennych fundamentach budynku zarządu kopalni ropy naftowej), który w 1979 roku odnalazł jeden z klubowiczów. Dzięki pracy członków Klubu dom został odremontowany i był użytkowany już od 1980. Historię Chatki jako chatki studenckiej liczy się od roku 1981, wtedy to (w lutym) miał tam miejsce pierwszy regularny obóz.
W Chatce nie ma wody bieżącej ani elektryczności. Działa ona okresowo jako schronisko (wakacje studenckie lipiec-wrzesień). Co roku grupa klubowiczów bierze udział w "remontówce" czyli kilkudniowym wyjeździe, mającym na celu wykonanie niezbędnych prac budowlanych w domu.
Chatką zarządza Administracja, wybierana przez Złaz. W jej skład wchodzą: Administrator oraz dwójka wspierających go członków.
Współrzędne geograficzne Chatki: 49°28′55,64″N 21°37′30,46″E/49,482122 21,625128